# Stan Tolhurst
Stanley David „Stan“ Tolhurst (* 26. Oktober 1908 in Parkes, New South Wales, Australien; † 22. Februar 1983 in Griffith, New South Wales, Australien) war ein australischer Schauspieler, Filmproduzent und Filmschaffender.

## Leben
Tolhurst arbeitete als Tänzer auf der Bühne, bevor er für Cinesound Productions humoristische Beiträge für Wochenschauen lieferte. Außerdem war er als Produzent tätig und leitete zusammen mit George Hughes ein Filmstudio.
In dem Filmdrama The Hayseeds von 1933 gab Tolhurst sein Filmdebüt in der Rolle des Sam. Er wirkte an zwei beliebten australischen Filmen der 1940er-Jahre mit: Das große Treiben von 1946 und Die Kinder von Mara-Mara von 1947. In dem Abenteuerfilm Phantom Gold von 1937 spielte er nicht nur eine Rolle, sondern trat neben Rupert Kathner auch als Produzent auf. In der als zu den schlechtesten Filmen aller Zeiten in Australien zählenden Filmbiografie über den Buschranger Ned Kelly mit dem Titel The Glenrowan Affair verkörperte Tolhurst 1951 einen Schmied. Im Jahr 1952 spielte er letztmals in einem Film mit; in Lewis Milestones Abenteuerdrama Gesetz der Peitsche hatte er eine kleine Rolle als Polizeibeamter. In den Hauptrollen agierten Maureen O’Hara und Peter Lawford.

## Filmografie
- 1933: The Hayseeds
- 1935: The Burgomeister
- 1937: Phantom Gold (auch Produzent)
- 1938: Let George Do It
- 1938: This Place Australia (Kurzfilm, Produzent)
- 1938: Below the Surface (auch Produzent)
- 1946: Das große Treiben (The Overlanders)
- 1947: Die Kinder von Mara-Mara (Bush Christmas)
- 1951: The Glenrowan Affair
- 1952: Gesetz der Peitsche (Kangaroo)